# Esma Agolli
Esma Agolli (* 1. Juli 1928 in Tirana; † 5. Juni 2010 ebenda) war eine albanische Schauspielerin.

## Leben
Esma Agolli debütierte 1948 als Theaterschauspielerin am Nationaltheater Tirana (Teatri Kombëtar). Im Verlaufe ihre Karriere verkörperte Agolli über 60 Rollen auf der Bühne, im Kino und im Fernsehen. Agolli spielte die klassischen Rollen des Theaterrepertoires, unter anderem die Olga in Drei Schwestern, die Lena in Leonce und Lena und 1960, mit Mihal Popi als Partner, die Titelrolle in Mirandolina in der albanischen Erstaufführung des Stücks in der Regie von Selman Vaqarit. 1980 zog sie sich offiziell von der Bühne zurück und ging in Pension, kehrte jedoch weiterhin sporadisch auf die Theaterbühne zurück. So spielte sie unter anderem 2005 am Nationaltheater Tirana in dem Theaterstück Streha e të harruarve von  Ruzhdi Pulahës.
Ihr Kino-Debüt gab sie 1957 als Braut in dem Kurzfilm Fëmijët e saj (Ihre Kinder) von Hysen Hakani. Insgesamt drehte sie noch weitere fünf Filme, widmete sich jedoch schwerpunktmäßig der Theaterarbeit.
Für ihre künstlerischen Leistungen wurde Agolli mit Titel Verdiente Künstlerin (Artiste e Merituar) ausgezeichnet. 
Agolli starb nach Angaben ihrer Familie am Morgen des 5. Juni 2010 in ihrem Haus in Tirana an einem Herzstillstand. Sie wurde am 7. Juni 2010 entsprechend ihrem Wunsch in einer privaten Begräbnisfeier im Familienkreis beigesetzt.

## Filmografie
- 1957: Fëmijët e saj (Her children, internationaler Titel)
- 1958: Tana
- 1979: Ne shtepine tone
- 1979: Përtej mureve të gurta
- 1979: Mysafiri
- 1990: Flete de bardha (Fernsehfilm)